# 元祖大四畳半大物語
『元祖大四畳半大物語』（がんそだいよじょうはんだいものがたり）は、松本零士による日本の漫画。1室が四畳半の下宿である「第三下宿荘」に住む主人公、足立太（あだち ふとし）と周辺の人物の生活を描いた作品である。「別冊漫画アクション」（双葉社）誌上で1970年6月27日号から1974年2月9日号まで連載され、1980年（昭和55年）にはこれを原作とした実写映画も公開された。

## 作品解説
松本が1958年に上京し、本郷に下宿していたころの生活がモチーフ。「別冊漫画アクション」でこの作品以前に連載していたSF漫画『マシンナーズ』の終了の後を受ける形で掲載された。初版コミックスの前書きによれば、『男おいどん』などに代表される「大四畳半シリーズ」のルーツであるこの作品において同作ではあえて欠落させていた「下宿」の生活を描いたとのことである。他の四畳半シリーズと違い青年誌への連載であったため、当時においては非常に過激なセックス描写なども頻繁に描かれた。
主人公・足立太の住む第三下宿荘は年配の大家夫婦が経営する二階建てのボロアパートであり、部屋は風呂・トイレ共同の四畳半一間。太の部屋は、以前の住人が強盗犯人であったり、部屋で首吊り自殺をした女性や、心中した学生、踏み切りに飛び込んだ女性がいたりと、何かといわくつきの部屋である。

## あらすじ
青雲の志を抱いて九州から上京してきた青年、足立太は安アパート「第三下宿荘」に住みつつ、いつか大物になるという志を実現するために日夜奮闘するも報われず、無為な毎日を過ごしている。無芸大食人畜無害を標榜する彼の周りには、一癖ある人々がまとわりつき、毎日騒動が起こるのであった。

## 登場人物

### 第三下宿荘の住人
足立太（あだち　ふとし）
本作の主人公。九州出身の19歳。性格は善良にして単純、怒りっぽいが喧嘩には弱い。無芸大食人畜無害。就職のために上京するが初出勤の日に勤務先が倒産（夜逃げ）。以後、無職であるがラーメン屋のアルバイト等で食いつなぎつつ予備校に通い大学進学を目指している。好物はラーメンライス。サルマタ愛好家である。冴えない風貌の貧弱な男ではあるが作劇の都合上、女性との関わりは多く、様々な女性と関係を持つ。しかし、ほとんどは一方的なものである。
ジュリー
太の部屋の向かい側に入居している中年のヤクザ。本名不詳。いつもダボに腹巻姿で胸と背中に刺青がある。組では主に風俗関連のシノギを行う中堅幹部である。手下の若い者もいるようだが、稼ぎは大したことがないようで実質はジュンのヒモである。下宿には鍵がないため、太にしばしばジュンとの情事を覗かれ喧嘩になるが、太とは「インキンタムシを分け合った兄弟分」なのでそこそこ友好的である。本人の自称では新潟県出身（佐渡が島の山奥）のようである。
ジュン
名前は「ジュン子」、姓不詳。ジュリーの情婦で後に入籍する。女子高生の頃に家出しジュリーの組に拾われて眠らされたまま強姦され、ポルノ写真を撮られたが不憫に思ったジュリーに救われたことをきっかけに情婦となった。キャッチバーの「ボルドー」の店員や、時にはジュリーの借金のカタに売春をしているようである。太の童貞喪失の相手であり、度々関係を持つことになる。
オバさん
大家夫人。世話好きな老婦人だが酒豪で女傑である。太に食事を与えたり何やかやと世話を焼く。ジュリーを助けるためにヤクザの組事務所に突撃したこともある。
オジさん
オバさんの夫。下戸で褌を愛好している。口癖は「ワシャしらんぞ」。
オバさんとの間に一人息子がいたがガダルカナル島の戦いで戦死しており、それを理由にまさみがつれてきた脱走米兵（を騙る不法滞在者）を息子の形見である銃剣で追い回したこともある。
由木田まさみ
太の隣人の一人。
まさみはバイセクシャルのオカマで親しい人からは「マーちゃん」と呼ばれている。最初は太と折り合いが悪かったが、思う所もあり徐々に関係は良くなっていく。
底力夫婦
太がアルバイトをしていた現場の監督とジュンの勤める禿頭好きのバーの女性（雪枝）のカップル。
お互いが理想的な相手で毎日関係を持った結果、夫の過労の原因となり、事業で繰り返し致命的な失敗をしてしまう。夫は雪枝に迷惑をかけないように下宿荘を去るが、ジュンの後押しもあり雪枝も愛する夫を追いかけて下宿荘を後にする。

### 足立と関係を持った女性
※ ここでは、ジュン以外の女性を挙げる。
大場早苗
太の部屋で自殺した女性の姉。妹を弄び自殺させた男に復讐するため太に近づいた。復讐を果たせた「お礼」に一夜を共にする。
由木圭子
資産家の婚約者が自殺したので、瓜二つの太を替え玉にしようとした。太を同伴喫茶で篭絡する。
太がアルバイトしていた家の令嬢
親が決めた結婚の前夜にアパートに押しかける。眠っていた太と関係を持つ。
足立由紀
太の姪。結婚する前の記念にと東京に押し掛けてくる。
ジュンの友人の女社長
ニンフォマニア。太を一方的に襲う。
家出人の女
昏睡泥棒。一夜を供にしながら太に睡眠薬入りの酒を飲ませて窃盗を働いた。
中川
太がラブホテルの裏方のアルバイトをしていた時の相棒。初めて太が自らホテルに引き込んだ。

## 映画
にっかつで実写映画化され、1980年8月16日に公開。宣伝ポスターのキャッチコピーは「夢と希望と野心に燃えて おいどん青春、十九歳！」。同時上映は『鉄騎兵、跳んだ』。性描写のある本作の映像化にあたり、原作者の松本と日活ロマンポルノ作品の監督を多数務めた曽根中生による共同監督となっている。2002年8月23日にDVDがリリースされたが間もなく廃盤。2018年10月に幻の映画復刻レーベルDIGから新装DVDとして再発された。

### スタッフ
- 原作：松本零士
- 企画：佐々木志郎、進藤貴美男
- プロデューサー：三浦朗
- 脚本：熊谷禄朗、曽根中生
- 撮影：森勝
- 美術：柳生一夫
- 照明：木村誠作
- 音楽：大野真澄
  - 製作：フォーシーズン
- 録音：小野寺修
- 編集：山田真司
- 技斗：高瀬道場
- 助監督：堀内靖博
- 色彩計測：森島章雄
- 現像：東洋現像所
- 製作担当者：服部紹男
- 製作協力：株式会社ダイエー
- 監督：曽根中生、松本零士
- 配給：にっかつ[3]

### キャスト
- 足立太：山口洋司(新人)
- ジュリー：前川清
- ジュン：篠ひろ子
- ジイさん：若宮大祐
- ばあさん：原泉
- マーちゃん：ラビット関根
- 底力：ガッツ石松
- ラーメン屋の親父：左右田一平
- 早苗：松本ちえこ
- 健二：林ゆたか
- 鈴木巡査：日野道夫
- 坂金：坂田金太郎
- トラボータ：ジェームス・ハント[3]
- 山谷初男、深見博、弘松三郎、庄司三郎、高瀬将嗣、山科ゆり、森みどり、吉沢由起[4]

- クラブ「ジョイ」：エル、なぎさ、まりか、あき

### 主題歌
- 「止まらない汽車」（歌：加藤登紀子）
  - 作詞・作曲：加藤登紀子／編曲：若草恵

### 製作
「ロマンポルノ」から「エロス大作」へと方向転換したり、「一般映画」を散発的にぶつけてみたり、いろいろ試してもヒット作の出ない日活にとって毎度思い出されるのが"『嗚呼!!花の応援団』の夢よもう一度"である。そこで三浦朗プロデューサー・曽根中生監督の応援団コンビで、再び「一般映画」大ヒット挑戦と相成った。

#### 演出
『ロードショー』1980年9月号の今月の新作紹介で、本作を紹介した記事では「今やSFアニメの神様松本零士の出世作を自らメガホンをとって映画化した」と書かれている。

#### キャスティング
当初は若い観客層を狙い、1980年のゴールデンウィーク公開を予定していたが、松本零士の分身である主人公・足立太役のキャスティングに難航し、夏休み公開にずれこんだ。スタッフが100人ほどのプロ俳優と面接したがイメージがぴったりせず。『嗚呼!!花の応援団』の青田赤道役と同じく公募が行われた。選考基準は「身長163センチ以下、18歳–23歳の男。短足、無芸大食、人畜無害、性格単純、酩酊すると狂暴性を発揮、インキンと金欠病に苦しみ、衛生観念なし、生来の善良さと不屈のバイタリティーを持ち、パンツとサルマタケに埋もれつつ夢と希望だけは持ち続けている」と、昨今では有り得ない厳しい条件が打ち出された。当時はスマートなマンションに住む学生が増えていた。主役選びが難航していると聞いた松本は「最近は下宿している学生さんも洗練されすぎてて、ずいぶん僕らのころと違いますねえ。探せば必ずいると思うんだけど…僕は仕送りは全くあてにしなかったし、仕事は不定期だったし、6年間、ほんとうに着たきりスズメだったなあ。風呂なんてぜいたくはしなかった。でもあのころは下宿のおばあちゃんが『質屋に行く前に私に相談しろ』と言ってくれたり、近くの旅館のお手伝いさんがムリヤリ風呂に入れてくれたり、みんなやさしかった。前途暗澹たる思いだったのに、なぜか実に楽しかった」と話した。
結局、足立太役には山口洋司（やまぐち ようじ、1961年6月19日 - ）が選ばれ、その後1982年公開の『胸さわぎの放課後』にも出演した。

## 他作品での登場
『銀河鉄道999』の1エピソード「大四畳半惑星の幻想」において、本作のキャラクターが登場する。『999』では昭和30年代の日本の町並みそっくりの景観を持つ惑星「明日の星」の住民という設定である。また、掲載誌が「少年キング」という少年誌ということもあり、過激な性描写はない。
この惑星でパスをなくした星野鉄郎とメーテルは足立太の隣室に間借りすることとなった。TV版では太の声を千葉繁が担当している。売れない漫画家という設定で、飛び去って行く999号を下宿の窓から目撃したことで「生涯最高傑作」のテーマ（「銀河鉄道999」のこと）を思いつく。
このほか、松本が関わったロボットアニメ『惑星ロボ ダンガードA』にも、足立太という名前で本作の主人公と同名な上に、容姿もそのままなキャラクターが登場している。声は緒方賢一が担当。